# Kenya African Democratic Union

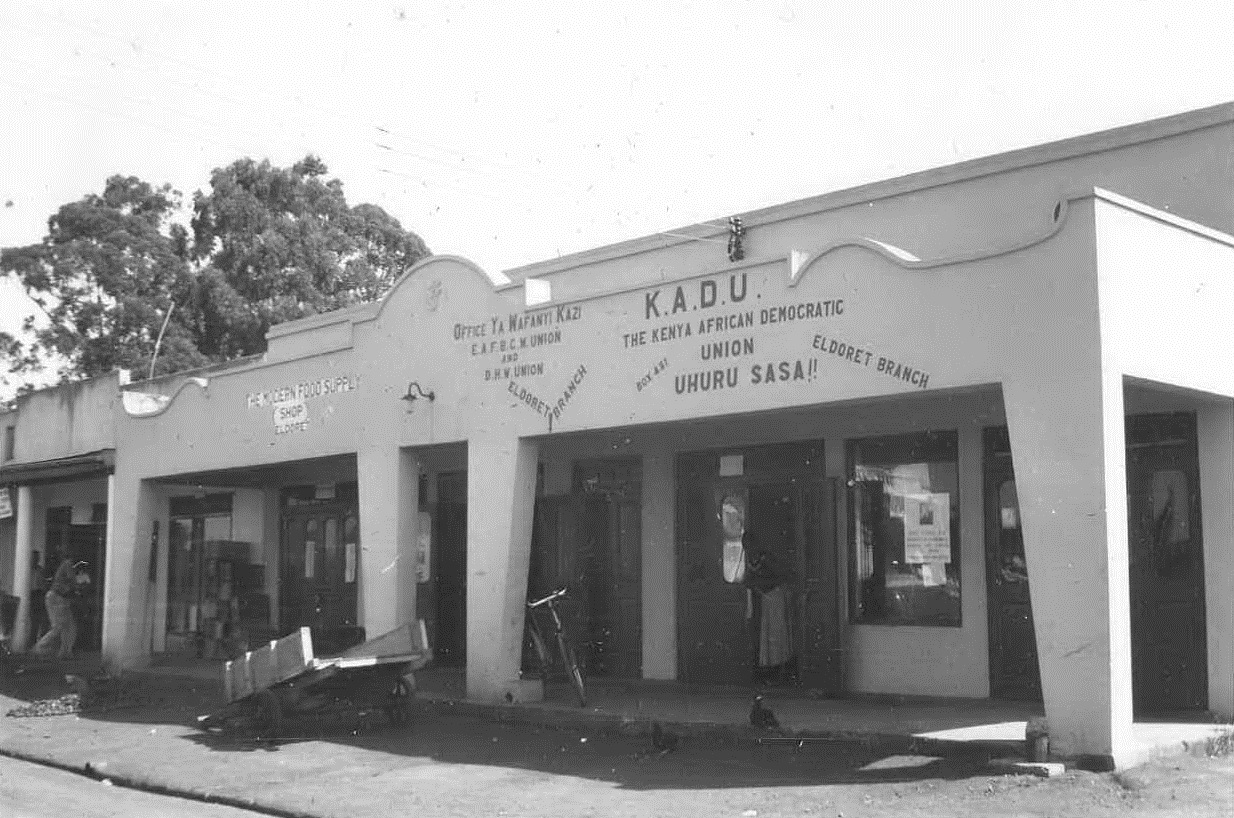
Eldoret Branch

Die Kenya African Democratic Union (Kürzel KADU, deutsch Kenia Afrikanische Demokratische Union) war eine politische Partei in Kenia. 
Sie wurde 1960 als Alternative zu Jomo Kenyattas Kenya African National Union (KANU) gegründet. Parteichef war Ronald Ngala. KADUs Ziel war die Verteidigung der Interessen der sogenannten KAMATUSA (ein Akronym für die ethnischen Gruppen der Kalenjin, Maasai, Turkana und Samburu) gegen die Dominanz der Angehörigen der Volksgruppen der Luo und der Kikuyu, die die Mehrheit von KANUs Mitgliedschaft stellten.
Die KADU verlor die Parlamentswahlen in Kenia 1963. 1964 löste sich die Partei auf die ehemalige Konkurrenz KANU auf. Daniel arap Moi, der ehemalige Präsident Kenias, der das Land 24 Jahre lang regierte, war Vorsitzender von KANU gewesen.